# 광야로 걸어가 2023
《광야로 걸어가 2023》은 2023년 7월 공개된 4부작 웹드라마이다. [[KB국민은행] 샌드박스, 와이낫이 제작하여 동영상플랫폼인 유튜브)를 통해 공개했다. 《광야로 걸어가 2023》은 10년 지기 절친인 두 남녀 지훈과 소영. 자신만의 방법으로 짝사랑을 지속 중인 지훈과 관계에 회의적인 소영이 ke 실종 사건에 휘말리게 되는데! ke 실종의 실마리를 갖고 있는 윤빈이 나타나 새로운 국면을 맞이하게 되면서 벌어지는 이야기를 다룬 드라마로 이승규, 김지우, 현준이 출연했다.

## 등장인물

### 주요 인물
- 이승규 - 연지훈 역
- 김지우 - 유소영 역
- 현준 - 윤빈 역

### 주변 인물
- 미상 - ke(케이) 역

### 특별 출연
- 에스파